# Oriëntalisme

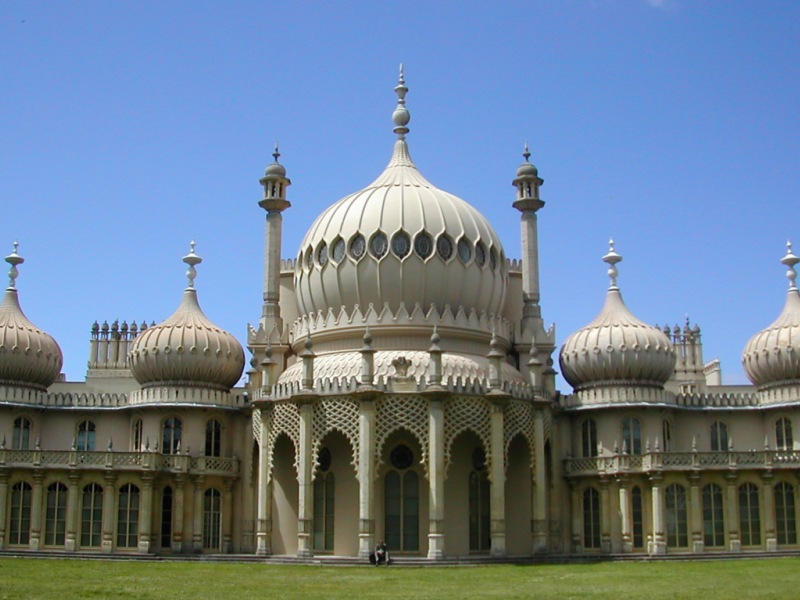
Royal Pavilion in Brighton

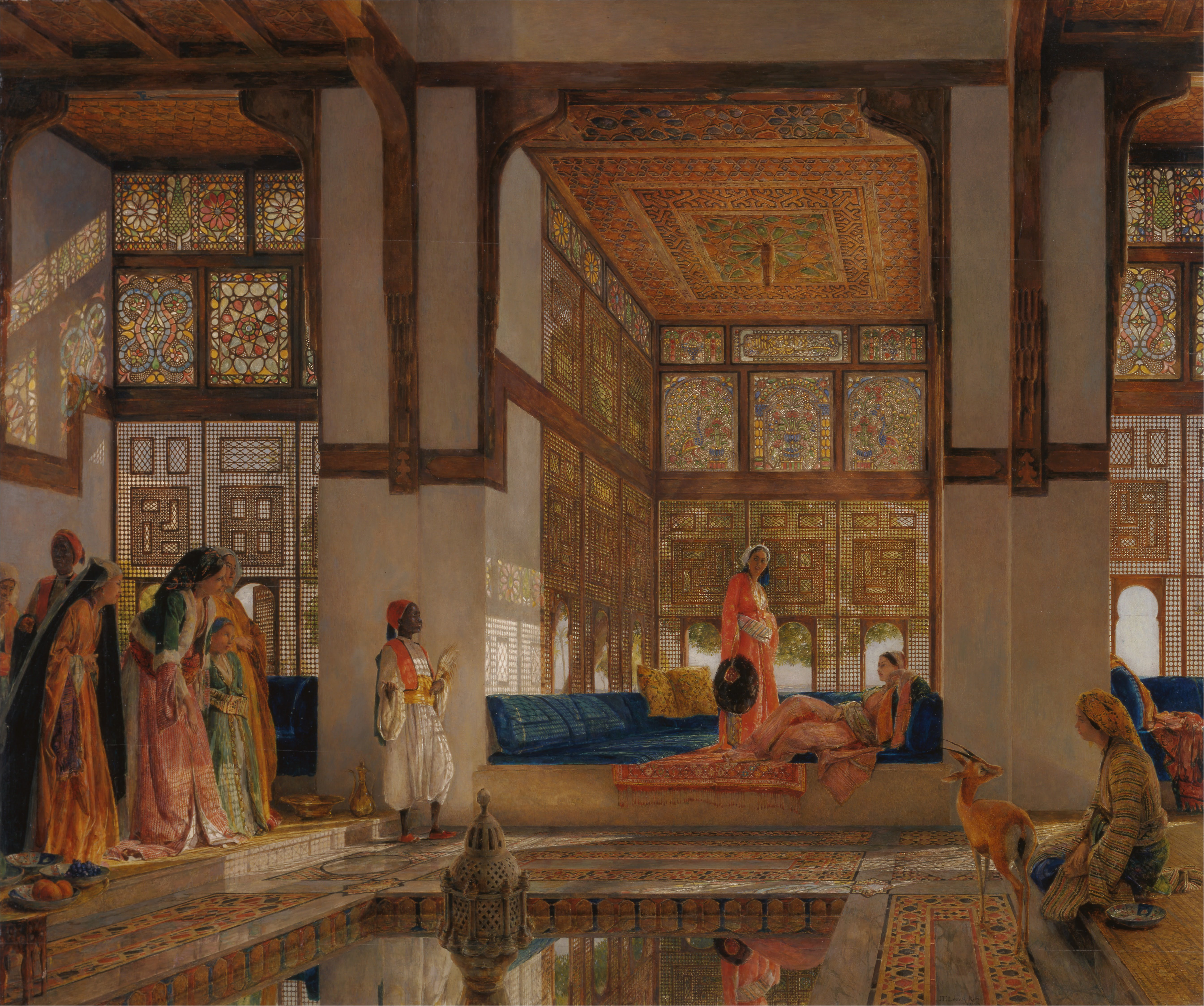
John Frederick Lewis, De Receptie, 1873

Jean-Léon Gérôme, Slavenmarkt

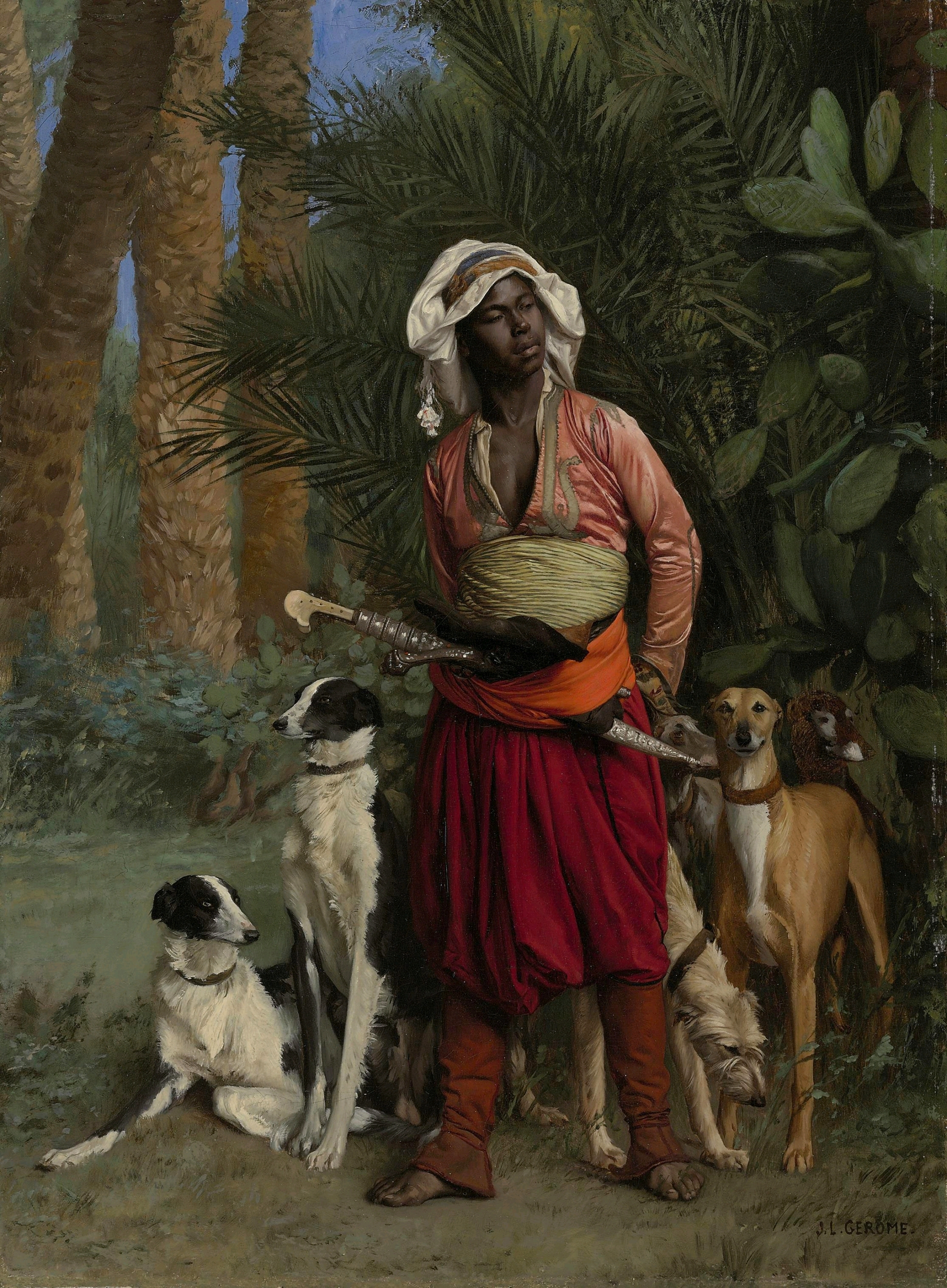
Jean-Léon Gérôme, De zwarte hondenverzorger

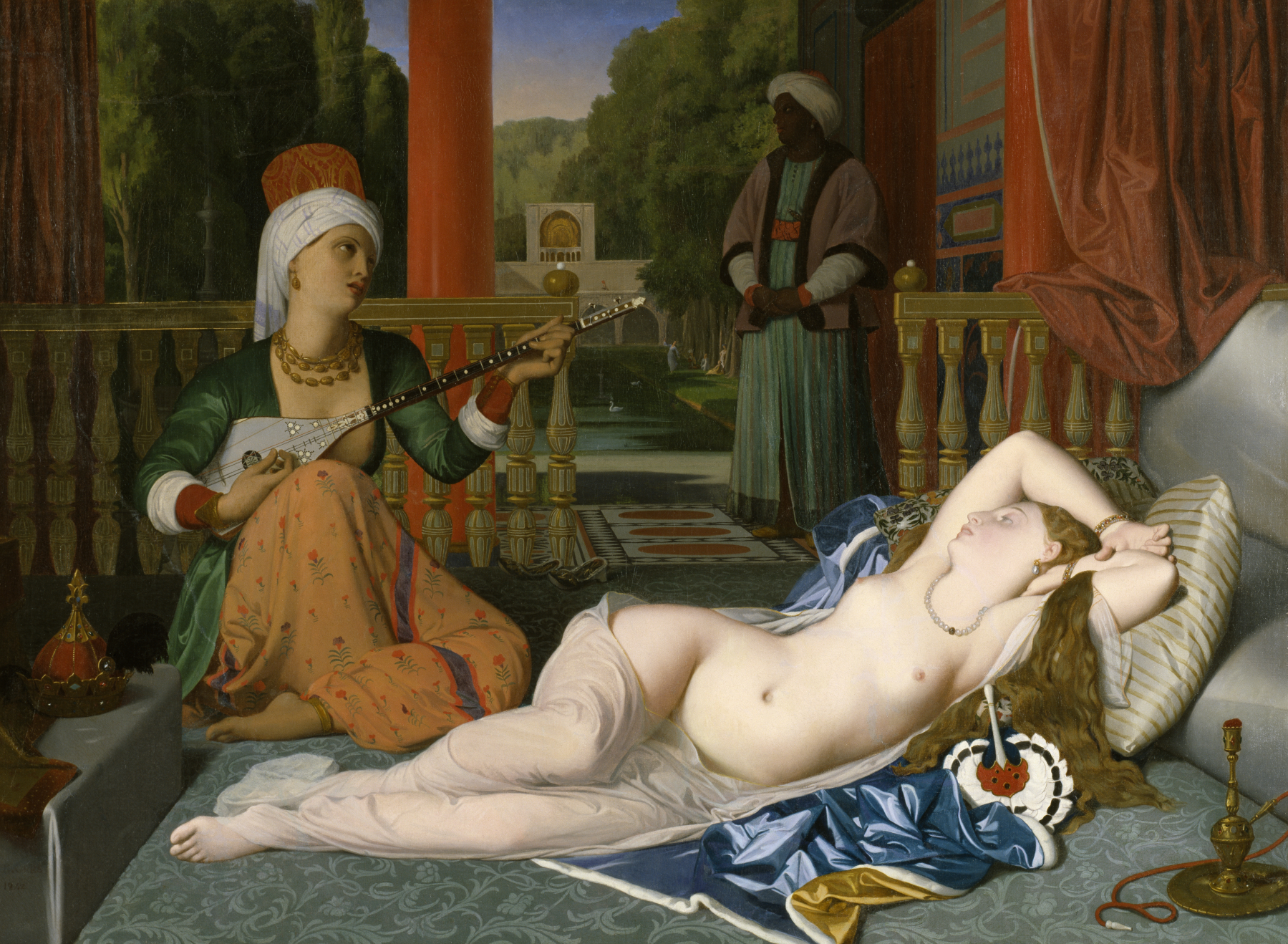
Dominique Ingres, Odalisk met slaaf

Oriëntalisme is de dominante vertekende westerse opvatting van de Oriënt, oftewel het Oosten in culturele zin, zoals die ontstaan is sinds de tweede helft van de negentiende eeuw – de tijd van de mondiale kolonisatie door de grote westerse mogendheden. De term is afkomstig van Edward Said.

## Typering
Edward Said definieerde het oriëntalisme in 1978 in zijn boek Orientalism. Western Conceptions of the Orient als een manier van spreken, denken en schrijven (met Foucaults term, een vertoog) dat het Westen een Ander verschaft waartegen de eigen identiteit kan worden bepaald. In deze postkoloniale studie wordt door Said gewezen op het kijken naar het Oosten door de ogen van het Westen, waarbij wordt gedacht en gevonden dat dit westerse beeld van het Oosten correct is. Hierbij gebruikte hij het gedachtegoed van zowel Foucault als Antonio Gramsci. In het oriëntalisme is altijd sprake van een verborgen macht, gekleurd door dominantie en ongelijkheid, waarbij het Oosten ondergeschikt wordt gemaakt aan het Westen. Laatstgenoemde toont daarbij een hegemonisch karakter, waarbij het Westen als centrum wordt gezien en het Oosten als marginaal. De Oriënt wordt getypeerd als irrationeel, sensueel, primitief, feminien, terwijl het Westen de sterke, rationele, democratische, progressieve, masculiene tegenhanger vormt. Het goed ontwikkelde Westen wilde dominant zijn aan het magische en mysterieuze Oosten. Het geliefde idee van de verlichte, rationele, beschaafde westerling heeft dus het idee van de achterlijke, emotionele en onbeschaafde oriëntaal nodig om de eigen westerse cultuur en identiteit te versterken. Deze westerse conceptie is gecreëerd door invloedrijke mensen uit het Westen.
Dit vertoog is, zelfs in zijn academische vorm (zie Oriëntalistiek) geen neutrale, zuiver wetenschappelijke opvatting van de culturen ten oosten van Europa, stelt Said: het is een ideologische constructie die het Westen culturele hegemonie verleent, zowel op eigen grondgebied als in het gekoloniseerde Oosten. Hij voegt hieraan toe dat het tegelijk ook geen pure leugen is: het oriëntalisme heeft een duidelijke referent in de werkelijkheid, een geografische regio met haar bewoners, en baseert zich wel op studie van de werkelijkheid, maar vanuit een bevooroordeeld standpunt.
Belangrijk is dat bij het construeren van een beeld van de Ander, in dit geval de Oriënt, voorbij wordt gegaan aan de grote diversiteit aan talen, culturen, levensbeschouwelijke opvattingen et cetera van dat gebied. Het oriëntalistisch denken bood imperialisten een goede reden om de Oriënt te koloniseren en legitimeerde op deze manier de uitbuiting van de verschillende Europese kolonies. Het idee hierachter was de hegemonie van de westerse cultuur en de morele plicht deze cultuur te verspreiden. Said duidde het oriëntalisme als een science of imperialism met als doel de effecten van imperialistische boeien op de denkwereld en menselijke relaties te verminderen.

## Oriëntalisme in de beeldende kunst
Het oriëntalisme in de schilderkunst valt te ontdekken in een hang naar exotische taferelen zoals haremscenes, figuren bij palmbomen, vurige paarden, arabesken, kamelen, minaretten, boogportalen en dergelijke. Beroemde schilders die het oriëntalisme beoefenden waren bijvoorbeeld Dominique Ingres, Eugène Delacroix, Jean-Léon Gérôme, Alfred Chataud, Horace Vernet, Adrien-Henri Tanoux, Étienne Dinet, Marià Fortuny, Giovanni Antonio Guardi, Jules Laurens, Filippo Baratti. Marius Bauer was een van de bekendste Nederlandse oriëntalisten. Karel Ooms was een Belgische kunstschilder die zich liet inspireren door Oosterse taferelen.
Ook in de architectuur en in de muziek zijn oriëntaliserende tendensen te ontdekken.

### Afbeeldingen

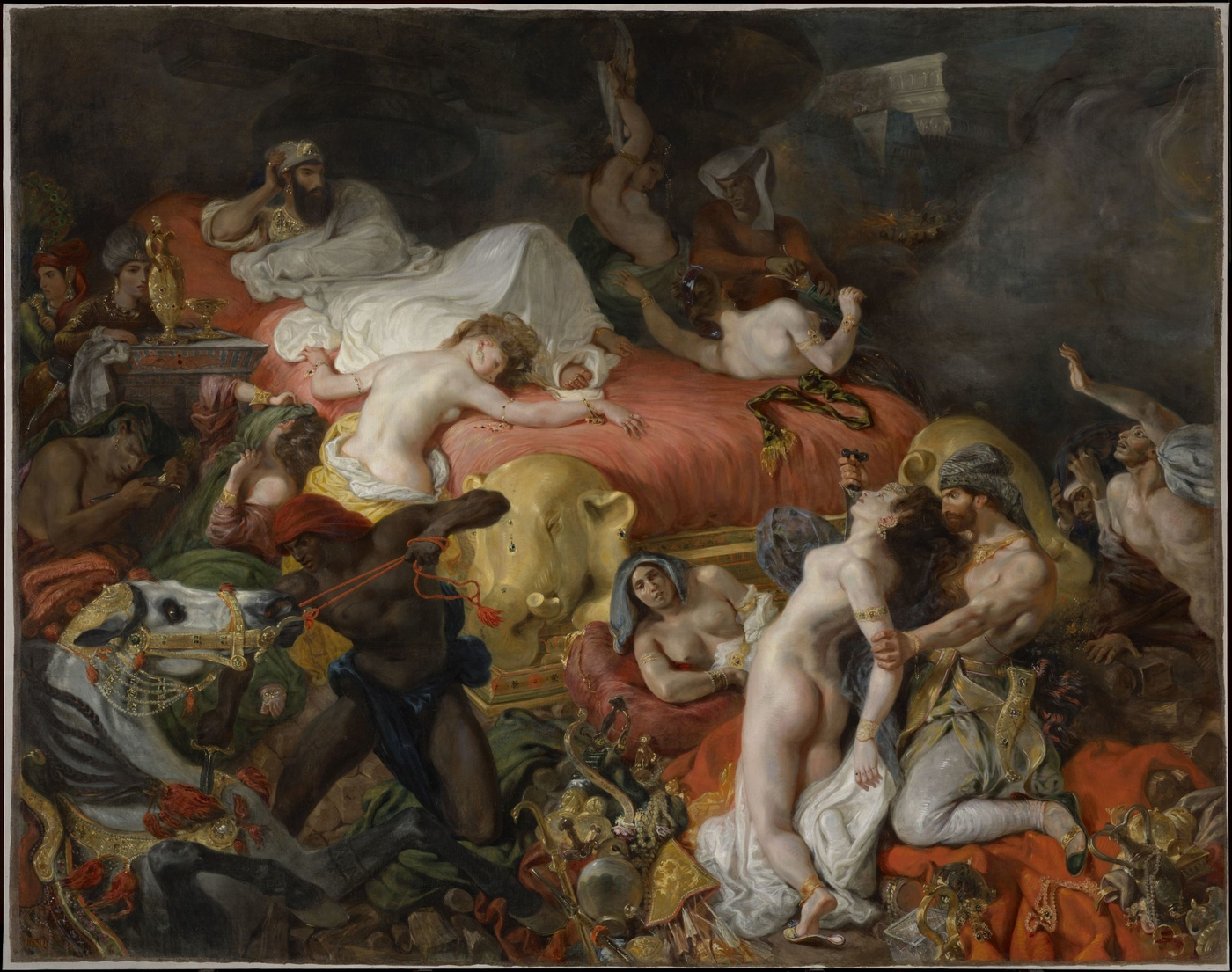
Eugène Delacroix, De dood van Sardanapalus, 1827
Eugène Delacroix, De vrouwen van Algiers in hun vertrek, 1834

## Occidentalisme
Als tegenhanger van het oriëntalisme gebruiken Buruma en Margalit de term occidentalisme voor de perceptie van het Westen door de ogen van zijn oosterse (of niet-westerse) 'vijanden'.